# Burg Sedan

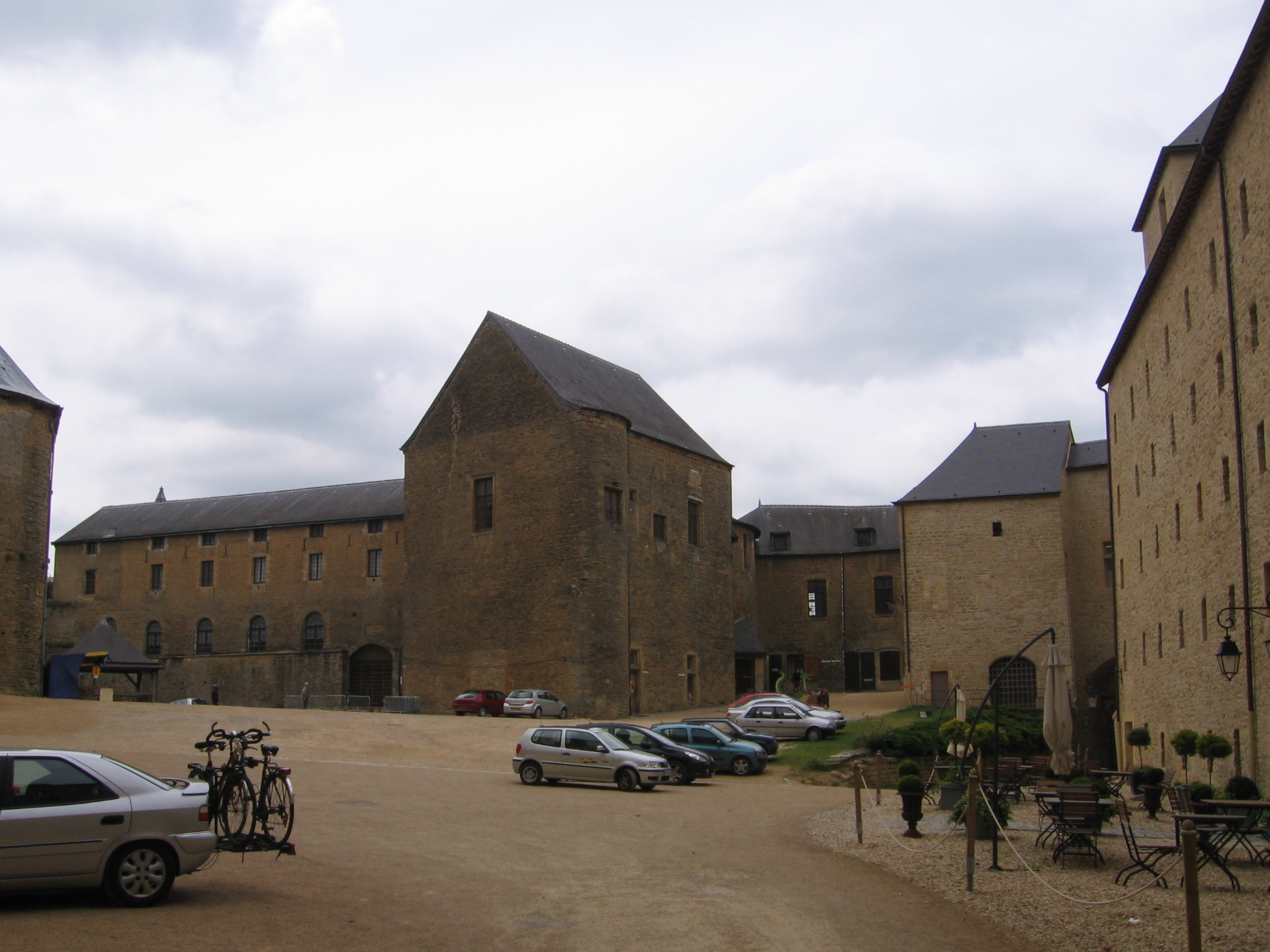
Innenhof der Burg Sedan

Die Burg von Sedan (französisch Château de Sedan) befindet sich in der Stadt Sedan, die im Departement Ardennes der Region Champagne-Ardenne im Nordosten Frankreichs in der Nähe zu Belgien liegt. Die mittelalterliche Burganlage mit ihren 35.000 m², die sich auf sieben Etagen erstrecken, ist eine der größten ihrer Art in Europa.
Die Burg ist seit dem 4. Januar 1965 als Monument historique klassifiziert.

## Geschichte
Um 1424 begann Eberhard II. von der Marck-Arenberg mit dem Bau der Burg von Sedan. Ursprünglich befand sich dort ein Benediktinerkloster, das erstmals 1306 erwähnt wurde. Nun wurde innerhalb von sechs Jahren ein Herrenhaus mit zwei Türmen um eine Kirche herumgebaut, wobei Teile des Donjon aus dem Kloster erbaut wurden. Als Eberhard II. starb, verstärkte sein Sohn Johann II. von Marck-Arenberg die Burganlage, doch erst sein Enkel Robert I. de La Marck beendete die Bauarbeiten. Im Jahr 1530 wurden die Festungsmauern des Herrenhauses durch den Bau eines Ringwalls modernisiert und um Geschützwälle ergänzt.
Henri de Turenne wurde 1611 in der Burg von Sedan geboren.
Heute ist die Burg eine Touristenattraktion. Sie beherbergt die Touristinformation der Stadt und ein Museum. Außerdem befindet sich ein Hotel in den alten Gemäuern.